# S-Bahn w Rostocku

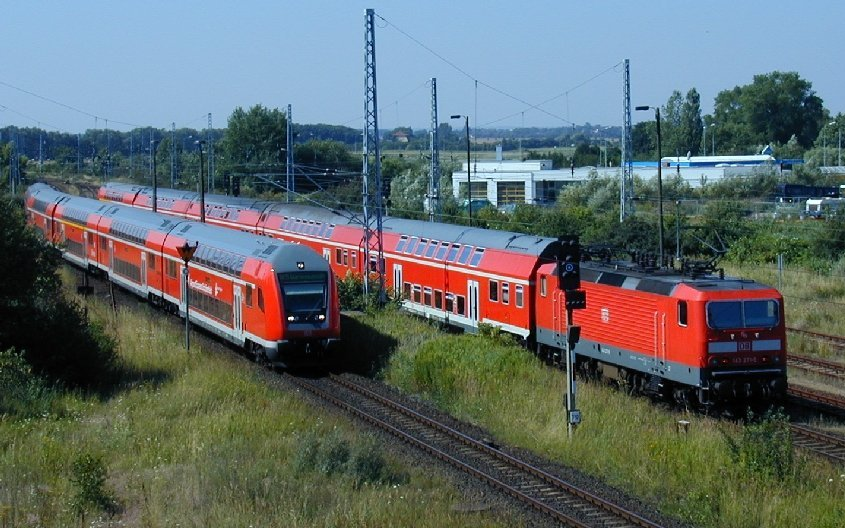
Pociągi S-Bahn Rostock

S-Bahn w Rostocku - sieć S-Bahn (kolej podmiejska) w Rostocku, w Niemczech. Sieć otwarta została w 1970 roku i połączyła dworzec Rostock Hauptbahnhof (Dworzec Główny) z przybrzeżną dzielnicą Warnemünde.

## Linie
| Linia | Przystanki | Czas podróży | Stacje |
| ----- | ---------- | ------------ | --- |
|       | 10         | 21 min.      | Warnemünde - Warnemünde Werft - R.-Lichtenhagen - R.-Lütten Klein - R.-Evershagen - R.-Marienehe - R.-Bramow - R.-Holbeinplatz - R.-Parkstraße - Rostock Hauptbahnhof                                                                         |
|       | 17         | 54 min.      | Warnemünde -Warnemünde Werft - R.-Lichtenhagen - R.-Lütten Klein - R.-Evershagen - R.-Marienehe - R.-Bramow - R.-Holbeinplatz - R.-Parkstraße - Rostock Hauptbahnhof - Papendorf - Pölchow - Huckstorf - Schwaan - Mistorf - Lüssow - Güstrow |
|       | 6          | 18 min.      | Rostock Hauptbahnhof - R.-Kassebohm - R.-Dierkow - R.-Hinrichsdorfer Straße - R.-Toitenwinkel - R.-Seehafen Nord |